# The Shrine (groupe)
Pour les articles homonymes, voir The Shrine.
The Shrine est un groupe américain de stoner rock, originaire de Venice Beach. Le groupe est sous contrat avec le label Century Media Records, et compte quatre albums studio.

## Histoire
Le chanteur et guitariste Josh Landau et le bassiste Court Murphy se sont rencontrés à l'école secondaire de Santa Monica. Lorsque quelqu'un a mis un disque de Thin Lizzy lors d'une fête, les deux ont décidé de former un groupe. Par le biais d'une annonce dans un journal, ils rencontrent le batteur Jeff Murray et forment le groupe The Shrine en 2008. Le groupe sort quelques singles en autoproduction avant que The Shrine ne soit signé par Tee Pee Records. En 2012, le premier album Primitive Blast, qui devait être une démo, est remixé et masterisé par le groupe. La même année, le groupe effectue une tournée européenne en première partie de Fu Manchu.
D'autres tournées avec Graveyard, Dinosaur Jr. et Red Fang suivent, ainsi que d'autres sorties de singles et de splits. Parallèlement, les musiciens commencent à travailler sur leur deuxième album studio, Bless off. Le groupe enregistre d'abord une démo à La Haye, aux Pays-Bas. Six mois plus tard, les enregistrements proprement dits ont eu lieu à Venice Beach. Bless off sort également au printemps 2014 sur Tee Pee Records. The Shrine fait ensuite une tournée en Amérique du Nord avec Earthless et en Europe avec Kadavar. Aussi, ils participent à la tournée des festivals SXSW.
En juin 2015, The Shrine est signé par le label allemand Century Media Records, qui sort son troisième album studio Rare Breed le 30 octobre 2015.

## Style musical
Gregory Heany d'AllMusic décrit The Shrine comme un groupe dont le son est basé sur les premiers jours du punk rock et de la new wave of British heavy metal. Le chanteur Josh Landau décrit son groupe comme un oxymore de la fin des années 1970, lorsque les Ramones ont ouvert pour Black Sabbath. Une autre influence majeure est le groupe de punk hardcore Black Flag. Selon le chanteur Josh Landau, le groupe rencontre toujours des problèmes lors des concerts en raison de la diversité de ses influences. Ainsi, lors de concerts punk, The Shrine aurait été considéré groupe de heavy metal, alors que lors de concerts de metal, le groupe était toujours les punks.

## Discographie

### Albums studio
- 2012 : Primitive Blast
- 2014 : Bless off
- 2015 : Rare Breed

### Singles
- 2010 : Olympic Airstream / Mirror Fits Like a Glove
- 2011 : The Shrine
- 2013 : In My Head / Sympthom of the Universe
- 2013 : Napalm + Hellride
- 2013 : No Penalty / Future of Our Nation
- 2014 : Waiting for the War

### Splits
- 2013 : Spit in My Life / Runaway (avec Zig Zags)
- 2014 : High School Rip / Tripping Corpse (avec Dirty Fences)